# Ilia Mihály
Ilia Mihály (Tápé, 1934. szeptember 29. –) Széchenyi-díjas magyar irodalomtörténész, irodalomkritikus és szerkesztő.
Kutatási területe: A Nyugat-mozgalom története, a századelő magyar irodalma és a külföldi magyar irodalom; élő magyar irodalom.

## Életpályája

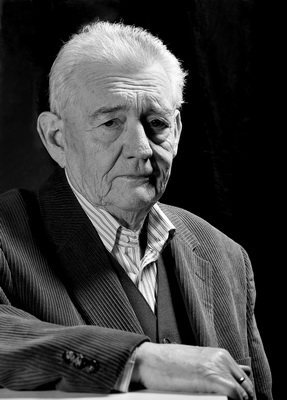
2016 novemberében (Bahget Iskander felvétele)

Nagyon szegény, de nagy hagyományokkal rendelkező faluban, Tápén (ma Szeged városrésze) született paraszt család gyermekeként. Elemi iskolai tanulmányait Tápén végezte. Középiskolai tanulmányokat a szegedi Klauzál Gábor Gimnáziumban (ma Radnóti Miklós Gimnázium) folytatott. 1953-ban érettségizett. A Szegedi Tudományegyetemen magyar nyelv és irodalom szakra vették fel, 1957-ben nyert magyar nyelv és irodalom szakos középiskolai tanári oklevelet. Keserű Bálint, az I. sz. Magyar Irodalomtörténet Tanszék munkatársa hívására sikerült bent maradnia az egyetem II. sz. Magyar Irodalomtörténet Tanszékén gyakornoknak.
1958-tól tanársegédi, 1964-től adjunktusi, 1980-tól docensi beosztásban dolgozott. Egyetemi doktori disszertációját 1958-ban írta a századelő Holnap (1908–09) köré csoportosuló nagyváradi irodalmi társaságról, kandidátusi disszertációját 1996-ban védte meg a Nyugat-mozgalomtól a külföldi magyar irodalomig témakörben. A közeli múlt és az az élő magyar irodalom ismerete ad nagy tekintélyt az ő egyetemi oktatói, irodalomkritikai és szerkesztői munkájának. Az élő egyetemes magyar irodalmat követte, s követi, óriási levelezése, kiterjedt személyi kapcsolatai vannak. Irodalmi társaságok révén is kereste a kapcsolatot az élő magyar irodalom képviselőivel, tagja lett a Magyar Írók Szövetségének, a Magyar Irodalomtörténeti Társaságnak és alapító tagja a Nemzetközi Magyar Filológiai Társaságnak. Szerkesztőbizottsági tagságot vállalt országos és helyi irodalmi lapoknál, köztük Irodalomtörténet, Kortárs, szegedi Pompeji.

## Munkássága
A Tiszatáj című szegedi folyóirat története elválaszthatatlan Ilia Mihály munkásságától. Ilia Mihály főszerkesztősége, az 1972-1974 közötti korszak a legfontosabb a Tiszatáj életében, és az egyetemes magyar irodalomtörténetből is kitörölhetetlen. A főszerkesztő feljegyzéseiben külön-külön foglalkozott az egyes rovatok feladataival. A versrovat teendői közé tartozott, hogy jobban kiemelje, kik a lap költői, és az, hogy a fiatal költőknek helyet adjon. A rovat jó irodalmat közölt: Ágh István, Csoóri Sándor, Csorba Győző, Farkas Árpád, Illyés Gyula, Kányádi Sándor, Kormos István, Lászlóffy Aladár, Nagy László, Pilinszky János, Simai Mihály, Tornai József, Utassy József szerepelt mások mellett. Ilia Mihály fedezte föl Baka István tehetségét, s közölte először Baka verseit.
A prózarovat kapcsán a főszerkesztő ezt írta: «Novellát! Ez mindennél fontosabb. Az olvasmányosság hiánya megöli a folyóiratot!» 1973-74-ben több drámát is megjelentettek: Németh Lászlótól, Pilinszkytől, Sarkadi Imrétől, Tamási Árontól. Gyuris értékelése szerint „az igényelt olvasmányosságot csak alig-alig sikerült megvalósítani, mindenképpen jobban, mint korábban, de a versrovathoz képest jóval alacsonyabb színvonalon.” Viszont a Tiszatáj már «nem szegedi folyóirat volt, hanem Szegeden szerkesztett országos lap». Ezt a jellegzetességet erősítették a tematikus számok.”

## Művei (válogatás)

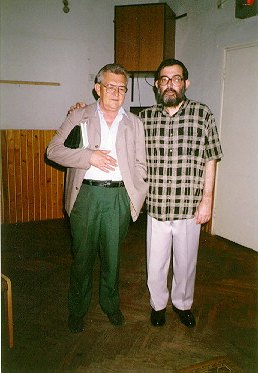
Ilia Mihály irodalomtörténész (balról) és Baka István költő (jobbról).

- Juhász Gyula költészetének motívumairól. Acta Historiae Litterarum Hungaricarum. Szeged,[2] 1962.
- Hatvany Lajos folyóirata: Az Esztendő. ALitHungSze, 1965.
- Egy versértelmezés lehetőségei. (Ady Endre: Az ős Kaján.) ALitHungSze, 1966.
- Juhász Gyula Tömörkény-kultusza és Tömörkény-életrajzának kiadástörténete. ALitHungSze, 1968.
- Tápé az irodalomban. In: Tápé története és néprajza. Tápé, 1971.
- Egy Nyugat-kortárs Erdélyben : Tompa László költészetéről. ALitHungSze, 1972.
- Egy Ady-motívum tanulságai. ALitHungSze, 1977.
- Juhász Gyula kiadatlan följegyzései Adyról. ALitHungSze, 1978.
- A tápai gyékénymunka. Juhász Antallal. Szeged, 1984. 133 p. ill. ISBN 963-02-3357-6
- Szegediek a holnaposok között. ALitHungSze, 1987.
- Juhász Gyula összes művei. 1-3., 5., 7., 8. köt. kritikai kiadás Péter Lászlóval, Grezsa Ferenccel. Budapest, Akadémiai Kiad., 1963-
- Juhász Gyula: Thematák : [sajtó alá rend. Ilia Mihály]. Szeged, Somogyi Könyvt., 1983.
- A Nyugat mozgalmától a külföldi magyar irodalomig. Szeged, 1996. (Kandidátusi Értekezés Tézisei)

## Szerkesztései (válogatás)
- Tiszatáj (1958-1975); munkatárs (1958-1965); rovatvezető (1965-1971); főszerkesztő helyettes (1971-1972); főszerkesztő (1972-1975)
- Korunk (1994-) szerkesztőbizottsági tag
- Magyar Napló (1989-1991) állandó munkatárs
- Szép versek : 1964-2007. Szerk. Ilia Mihály társszerkesztőkkel. Budapest : Magvető, 1964-2007. ISSN 0586-3783
- Veszelka Attila: Túlélhetetlen éj. [szerk. Ilia Mihály] ; [ill. Luis Breton] Szeged : Print Shop, cop. 1994. 39 p. ISBN 963-450-848-0